# Tyranneau verdin
Phyllomyias virescens
Espèce
Statut de conservation UICN

 LC  : Préoccupation mineure
Le Tyranneau verdin (Phyllomyias virescens) est une espèce de passereaux placée dans la famille des Tyrannidae.

## Répartition
Cet oiseau en Argentine, au Brésil et au Paraguay.

## Habitat
Il vit dans les forêts humides tropicales et subtropicales, les forêts tempérérees et les montagnes humides  tropicales et subtropicales.